# Helga Gebert
Helga Gebert (* 16. Januar 1935 in Freiburg im Breisgau) ist eine deutsche Illustratorin, Malerin, Autorin und Übersetzerin, die vor allem durch von ihr illustrierte Märchenbücher bekannt wurde.

## Leben
Gebert wuchs in Freiburg sowie ab dem vierten Lebensjahr gemeinsam mit ihrem Bruder in Lausheim bei ihrer englischen Großmutter auf. Von ihr hörte sie erstmals Märchen, allerdings in englischer Sprache. Von ihrer Tante bekam Gebert in Lausheim ersten Malunterricht. In dieser Zeit begann sie zudem, selbst Gedichte zu schreiben und diese mit Federzeichnungen zu illustrieren. Nach Ende des Zweiten Weltkrieges kehrte Gebert zu ihren Eltern nach Freiburg zurück und besuchte eine Waldorfschule, die sie jedoch als 14-Jährige ohne Abschluss verließ. Daraufhin wurde sie von ihren Eltern als Au pair zu einer Familie nach England geschickt. Zurück in Freiburg bestand Gebert im Alter von 15 Jahren die einwöchige Aufnahmeprüfung der Freiburger Kunstakademie und studierte dort in der Folge zehn Semester.
Anfang der 1970er Jahre gehörte Gebert zu den Künstlerinnen und Künstlern, die Hans-Joachim Gelberg für das 1971 neu gegründete Kinder- und Jugendbuchprogramm des Beltz-Verlages gewann. In der Folge erschienen die meisten von Geberts Büchern bei Beltz & Gelberg. Gebert illustrierte zahlreiche Bücher, darunter vor allem viele Märchenbücher, die sie teils selbst ins Deutsche übersetzte, wofür sie Griechisch, Spanisch, Italienisch sowie Arabisch lernte. Zudem verfasste sie auch selbst einige Kunstmärchen, die sie wiederum illustrierte. Stilmerkmal Geberts sind feine Federzeichnungen, Kolorierung in Aquarell sowie oftmals verzierte Rahmen und Vignetten um Bilder herum. Als Malerin schuf sie unter anderem Wandbilder in der Freiburger Kinderklinik und der Schwerhörigen-Gehörlosen-Schule in Stegen.
Mit ihrem Mann, einem Architekten, dessen drei Kindern sowie drei gemeinsamen Kindern, lebte Gebert lange in Merdingen bei Freiburg. In dieser Zeit war Gebert in der Anti-AKW-Bewegung aktiv. Als ihr Mann auf eine Farm nach Namibia auswandern wollte, entschied Gebert sich, in Deutschland zu bleiben. 1988 folgte die Scheidung und Gebert kehrte zu ihren Eltern nach Freiburg zurück. Eine Zeit lang arbeitete sie als Gestaltungstherapeutin in einer psychosomatischen Klinik und unternahm Reisen nach Ägypten, Indien und in den Jemen.
Ab den 1990er Jahren engagierte Gebert sich rund 20 Jahre lang stark in der Freiburger Flüchtlingshilfe, konkret beim Südbadischen Aktionsbündnis gegen Abschiebungen (SAGA), wobei ihr ihre Sprachkenntnisse, vor allem des Arabischen, zugutekamen. Als fast 60-Jährige adoptierte sie zwei afrikanische Jungen, die ihre Eltern auf traumatische Weise verloren hatten.
Heute sind die meisten von Geberts Büchern zwar vergriffen, gehören aber zu den Klassikern des Genres. Heute lebt Gebert nach wie vor in Freiburg und malt und zeichnet auch im hohen Alter weiterhin jeden Tag.

## Bibliographie

### Eigene Bücher
- 1974: Zwei an einem Dienstag – Johann im Dorf und Jonny in der Stadt, Beltz & Gelberg, Bildergeschichte, Band 13 der Reihe Bilderbuch
- 1975: Irma sucht Eugen, Beltz & Gelberg, Bildergeschichte, Band 17 der Reihe Bilderbuch
- 1977: ABC, die Katze trinkt Kaffee. Bilder, Rätsel, Sprichwörter und viele Bildergeschichten, Beltz & Gelberg
- 1979: Das große Rätselbuch, Beltz & Gelberg
- 1980: Phantastische Märchen. Von Zwergen, Riesen & Drachen, von Meermädchen & Wassermännern, Beltz & Gelberg
- 1983: Wer kennt die Namen? Allerhand Rätsel, Suchbilder und Sprichwörter zum Raten, eine ABC-Geschichte für Kinder, die gern raten und mitmachen, Beltz & Gelberg
- 1985: Alte Märchen der Brüder Grimm, Beltz & Gelberg
- 1986: Märchen von Wilhelm Hauff, Beltz & Gelberg
- 1988: Riesen und Drachen. Märchen aus dem Englischen übertragen, Beltz & Gelberg
- 1989: Woher und wohin? Märchen der Frauen, Beltz & Gelberg
- 1990: Der Drache des Nordens. Ein Märchen aus dem Englischen übertragen, Beltz & Gelberg
- 1994: Märchen von Ludwig Bechstein, Beltz & Gelberg
- 1995: Meermädchen & Wassermänner. Märchen, Beltz & Gelberg
- 1995: Sindbad, Beltz & Gelberg
- 1995: Die sieben Söhne. Märchen der Männer, Beltz & Gelberg
- 1998: Dschamila die Meerfrau. Geschichten aus Tausendundeiner Nacht, Beltz & Gelberg
- 1996: Das Ebenholzpferd. Geschichten aus Tausendundeiner Nacht, Beltz & Gelberg
- 1996: Hasan und die Vogelfrau, Beltz & Gelberg
- 1999: Mutabor. Märchen der Verwandlung, Beltz & Gelberg
- 2005: Aladin und die Wunderlampe. Geschichten aus Tausendundeiner Nacht, Beltz & Gelberg

### Illustrationen zu Büchern anderer Autoren
- 1973: Wildwest-Show: Geschichten über Geschichten, Frederik Hetmann, Beltz & Gelberg
- 1976: Feine Pflänzchen. Rosen, Tulpen, Nelken und nahrhaftere Gewächse, Mascha Kaléko, Eremiten-Presse
- 1980: Katze mit Hut, Simon und Desi Ruge, Beltz & Gelberg
- 1984: Neues von der Katze mit Hut, Simon und Desi Ruge, Beltz & Gelberg
- 1999: Porcelin, Claude Greis, Bayard
- 2011: Weihnachtszeit. Ein Lesespaziergang durch den Advent, Iris Schürmann-Mock und Katrin Lankers, Gerstenberg
- 2012: Mit großem Krach: Vom Reimen auf Biegen und Brechen, Jürg Amann, NordSüd-Verlag